# Sandøy
Sandøy este o comună din provincia Møre og Romsdal, Norvegia.